# La Mélancolie des sirènes par trente mètres de fond
La Mélancolie des sirènes par trente mètres de fond est un roman de science-fiction de Serge Brussolo, publié en 2004, aux éditions du Masque. Ce livre est une édition revue et corrigée du titre Les Fœtus d'acier, paru en 1984, aux éditions Fleuve noir, dans la collection « Anticipation ». C'est le premier roman de la série Les Soldats de goudron.